# Староґуби
Староґуби (пол. Staroguby) — село в Польщі, у гміні Стшеґово Млавського повіту Мазовецького воєводства.
Населення — 95 осіб (2011).
У 1975-1998 роках село належало до Цехановського воєводства.

## Демографія
Демографічна структура станом на 31 березня 2011 року:
|          | Загалом | Допрацездатний вік | Працездатний вік | Постпрацездатний вік |
| -------- | ------- | ------------------ | ---------------- | -------------------- |
| Чоловіки | 52      | 9                  | 37               | 6                    |
| Жінки    | 43      | 7                  | 25               | 11                   |
| Разом    | 95      | 16                 | 62               | 17                   |